# Jezioro Jasień (Czarna Dąbrówka)
Der Jezioro Jasień, auch Jezioro Jasieńskie (deutsch Jassener See, kaschubisch Jezero Jaséńsczè) ist ein Gewässer in der polnischen Woiwodschaft Pommern und liegt im äußersten Südosten des Landschaftsschutzparks Stolpetal.
Der Jezioro Jasień ist ein 587 Hektar großer, von Wald umgebender See und liegt auf einer Höhe von 113 Metern über NN. Er misst in der Länge 7,8 km, in der Breite 1,5 km, und seine größte Tiefe beträgt 32 Meter. Der See wird von Süden nach Norden von der Lupow (Łupawa) durchflossen. Namensgebender Ort ist das am mittleren Ostufer gelegene Jasień (Jassen). Weitere Orte am See sind Zawiaty (Saviat), Ceromin (Zeromin) und Łupawsko (Lupowske), die heute alle im Powiat Bytowski (Kreis Bütow) liegen, während vor 1945 das Nordwestufer die Grenze vom Landkreis Stolp zum Landkreis Bütow war.
Der Jezioro Jasień liegt im Gebiet der Gemeinde Czarna Dąbrówka (Schwarz Damerkow). Im Norden grenzt er an die Woiwodschaftsstraße 211, und im Süden verläuft die Woiwodschaftsstraße 228.  Bis 1945 führte am Westufer die Bahnstrecke Lauenburg–Bütow entlang, mit einer eigenen Bahnstation Jassener See versehen, von wo aus eine Straße über die Seeinsel Wardel bis an das Ostufer nach Jassen verlief.
Im südlichen Teil, dem Wobbrower See, siedelten sich 1914 wegen des Fischreichtums des Sees Kormorane an. Die Grafen von Dürckheim in Jassen schützten die ständig wachsende Kormorankolonie trotz des von diesen Vögeln angerichteten Schadens. Auch nisteten am See zahlreiche Fischadler. Der Schutz dieser Tiere endete 1936 mit dem Aufsiedeln des Gutes Jassen. Nach 1945 wurde der See überfischt. Heute hat ihn der Tourismus fest im Griff.
In Polen trägt auch der frühere Nenkauer See den Namen Jezioro Jasień. Er liegt heute im Stadtgebiet von Danzig.